# Haags Kwartiertje
Het Haags Kwartier of Haags Kwartiertje is het door ADO Den Haag-supporters zo genoemde laatste kwartier van wedstrijden van hun voetbalclub.
Als de wedstrijdklok op 74 minuten en 50 seconden staat, tellen de Haagse fans massaal af om op (of dankzij het snelle aftellen eigenlijk altijd een paar seconden voor) 75.00 driemaal Haags kwartiertje  te scanderen. Het is gebruikelijk om hierna tot het einde van de wedstrijd de eigen spelers harder toe te schreeuwen en de tegenstander bij balbezit uit te fluiten. Men hoopt hiermee te bereiken dat dit overslaat op de voetballers van ADO Den Haag die nog een keer alles geven om een overwinning of een gelijkspel uit het vuur te slepen.
Het is lastig aan te tonen of dit ook daadwerkelijk helpt. Er zijn wedstrijden waarin de residentieclub in het laatste kwartier een of drie punten pakt, maar er zijn ook genoeg voorbeelden van duels waarin de tegenstander juist een beslissend doelpunt maakt.
Volgens sommigen is het gebruik ontstaan in het seizoen 1954-1955, tijdens het duel van ADO tegen Elinkwijk of Blauw-Wit. De wieg van het Haags Kwartiertje staat in elk geval in de jaren vijftig van de twintigste eeuw. Het kreeg in de jaren zestig nationale bekendheid en is nu nog steeds in gebruik. Er wordt wel beweerd dat deze vorm van Haagse bluf is afgekeken van het Nederlands elftal, waar een keer werd gesproken over een krankzinnig Hollands kwartiertje toen Oranje in de jaren dertig in het laatste kwartier een achterstand omzette in een overwinning.
Bijwijlen, doorgaans na een slechte reeks wedstrijden (zoals in januari 2009), wordt het Haags Kwartiertje tijdelijk niet meer benadrukt. Dit, omdat dan wordt verondersteld dat deze extra druk op de Haagse spelers averechts zou werken.
Het stadion van ADO Den Haag ligt aan een weg die naar deze bekende vijftien minuten is vernoemd, namelijk het Haags Kwartier (nummer 55).